# لجنة الدعوة الإسلامية
لجنة الدعوة الإسلامية 
هي منظمة غير حكومية إسلامية مقرها في الكويت. تقول إنها منظمة إغاثة إنسانية. قدمت مساعدات في أفغانستان ومناطق أخرى في غرب آسيا.
في خريف عام 2001، أصدر الولايات المتحدة رئيس الولايات المتحدة جورج بوش الابن الأمر التنفيذي 13224، الذي أدرج فيه عدة عشرات من المنظمات التي أكدت الاستخبارات الأمريكية ارتباطها بـالإرهاب. من بين هذه المنظمات كانت لجنة الدعوة الإسلامية (LDI)، والتي قال محللو الاستخبارات الأمريكيون إنها قدمت دعمًا لوجستيًا لجماعات إرهابية.

## لجنة الدعوة الإسلامية وأسارى غوانتانامو
بسبب هذه الادعاءات، استخدم محللو الاستخبارات الأمريكيون علاقات الأفراد مع لجنة الدعوة الإسلامية كأحد مبررات احتجازهم في معتقل غوانتانامو. تم نقل مشتبه فيهم بالإرهاب إلى هناك بعد غزو أفغانستان في خريف 2001.
على سبيل المثال، خلال جلسة مكتب المراجعة الإدارية لـعادل حسن حامد، زُعم أن زاهد الشيخ كان أحد مديري لجنة الدعوة الإسلامية. وأُبلغ المكتب أن زاهد هو أحد إخوان خالد شيخ محمد، المعروف بأنه عضو في القيادة العليا لـتنظيم القاعدة.
في 25 أبريل 2011، نشرت منظمة ويكيليكس وثيقة سرية سابقًا تتعلق بـقائمة معتقلي غوانتانامو، وهي تخص معتقلًا من المعتقلون الصوماليون في غوانتانامو. تشير الوثيقة إلى أنه في عام 1986 كان عبد الله يعمل معلماً في مخيم اللاجئين جالوزاي، في مدرسة ترعاها لجنة الدعوة الإسلامية، في فترة كان فيها زاهد الشيخ مديرًا للمنظمة.

## قيادة لجنة الدعوة الإسلامية
وفقًا لبيان صحفي صادر عن وزارة الشؤون الإسلامية والأوقاف والدعوة والإرشاد في السعودية، تم تحديد الأمير الدكتور بندر بن سلمان بن محمد آل سعود كرئيس لجنة الدعوة الإسلامية في أفريقيا.